# カチュジャンカ
カチュジャンカ (ウクライナ語: Катюжанка) はウクライナのキーウ州ヴィーシュホロド地区の村である。
ズドヴィジャ川川岸に位置していおり、ベラルーシやチョルノービリ（チェルノブイリ）から陸路でキーウに向かった場合に利用できる地域幹線道路P02が村を横切っている。
村の東側には自然植物記念物 (ウクライナの天然記念物)であるカチュジャンカのナラの森が広がる。

## 高等職業訓練学校
村には国立カチュジャンカ高等専門（職業訓練）学校が設立されており、調理、農業機械、車両整備、建築作業、コンピューター・オペレション、ホテル・サービスなど、職業に特化した1年半から3年間の高度な教育を提供している。

## 2022年ロシアによるウクライナ侵攻
2022年のロシアによるウクライナ侵攻では2月24日から3月下旬の約一か月強の間村はロシア軍に占領された。そして村に一校だけある初・中・高等教育の一貫校がロシア軍によるブチャ、イルピン、キーウ攻撃の軍事行動拠点として利用されたと報じられた。
ロシア軍撤退後の学校の校庭には軍事車両隠伏用の穴が掘られた跡が残り、校舎には軍用武器由来のゴミが大量遺棄されていたほか、コンピューター、プロジェクター、顕微鏡と言った高価な教育機器が略奪されていた。
一方で教室の黒板にはロシア兵からの謝罪ともとれる文章が残されていてた。
カチュジャンカの人口は約4000人強だが9人の村民が殺害された他、人権団体はロシア軍がヴィーシュホロド地区からカチュジャンカ村民を含む約500人ほどのウクライナ民間人を捕虜として強制連行したと発表した。
ロシア政府は村民の殺害などを含めてウクライナ側の捏造だとして否定している。

## ギャラリー

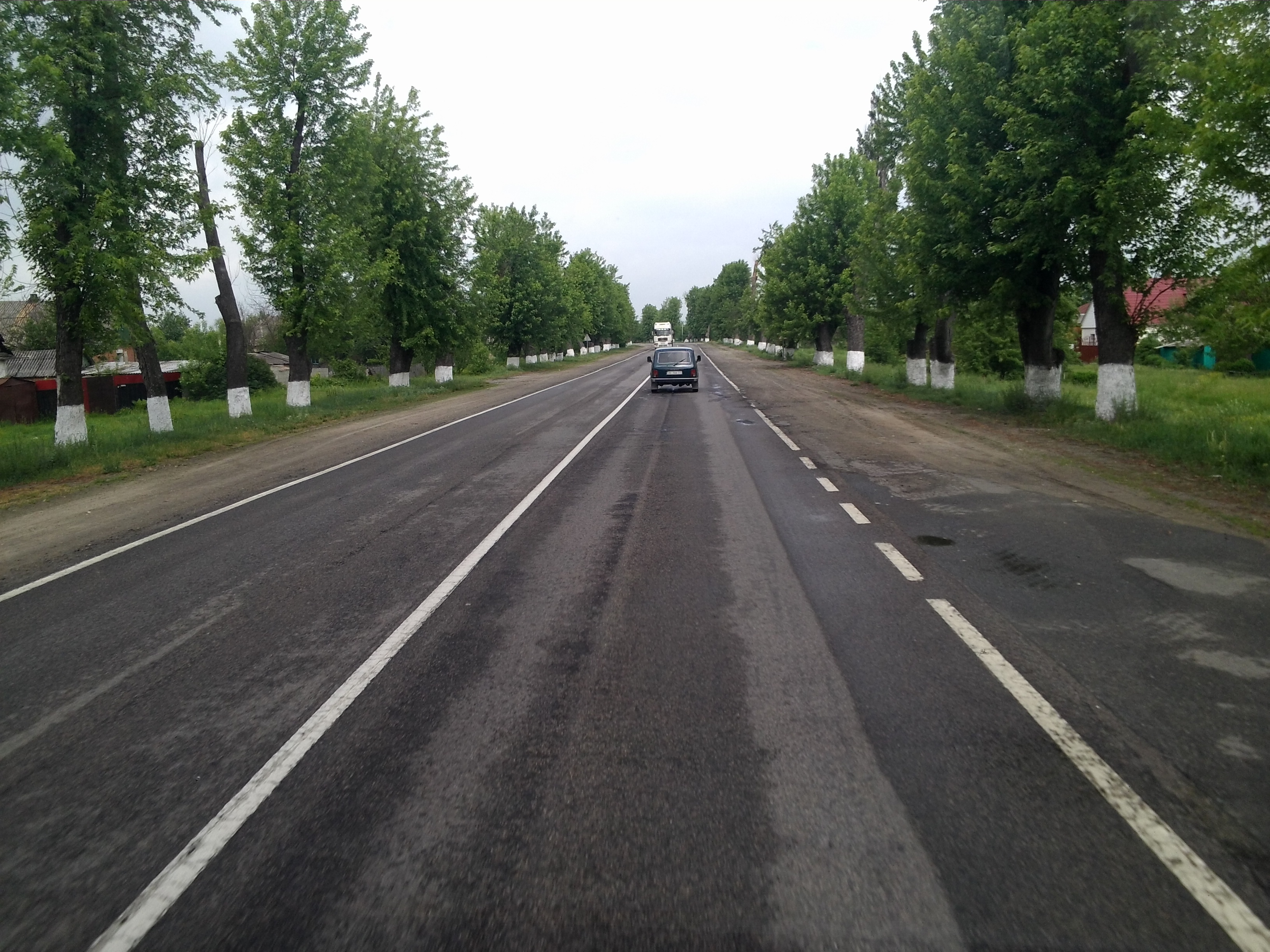
村を通る地域幹線道路
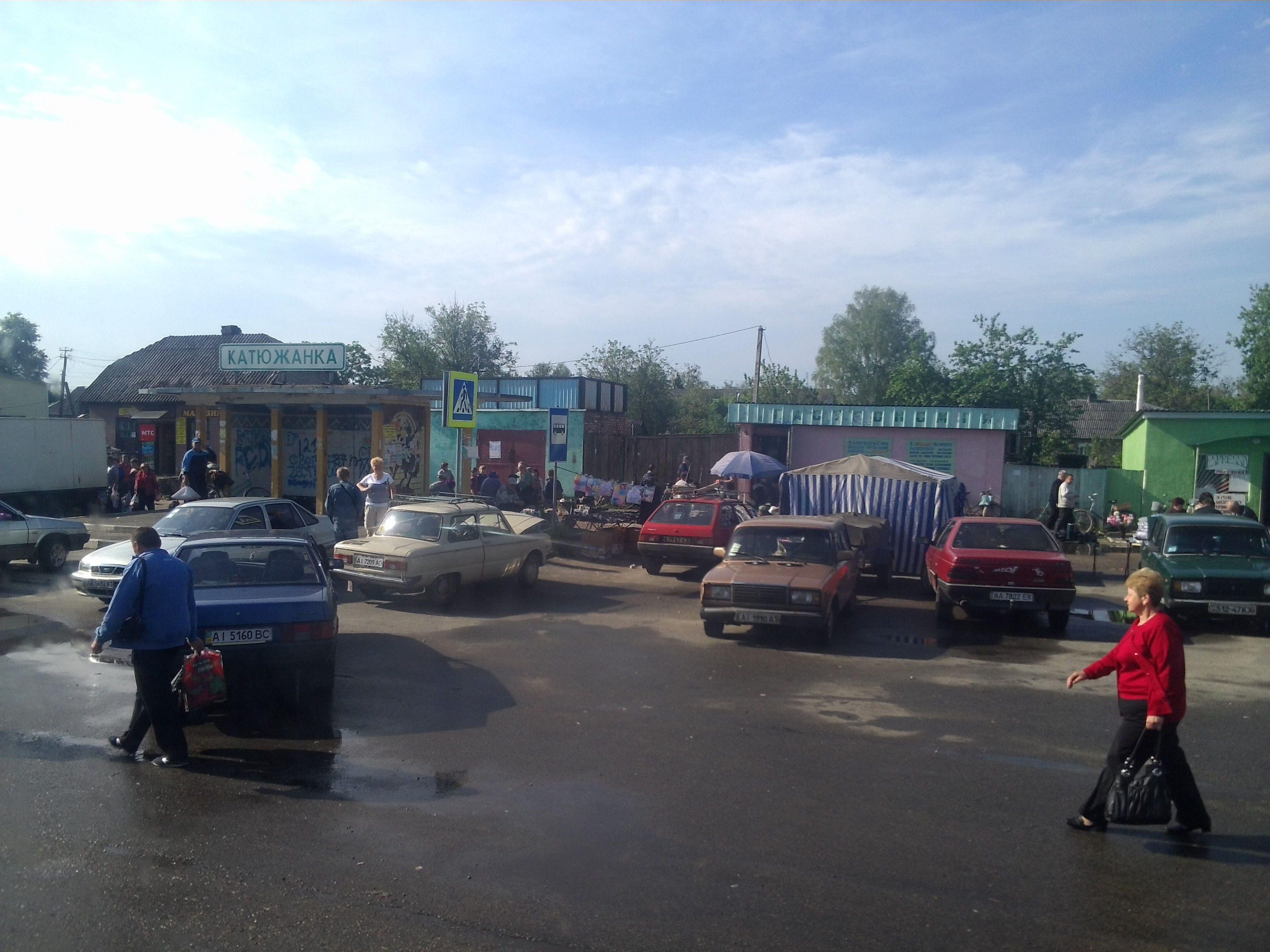
村の中心
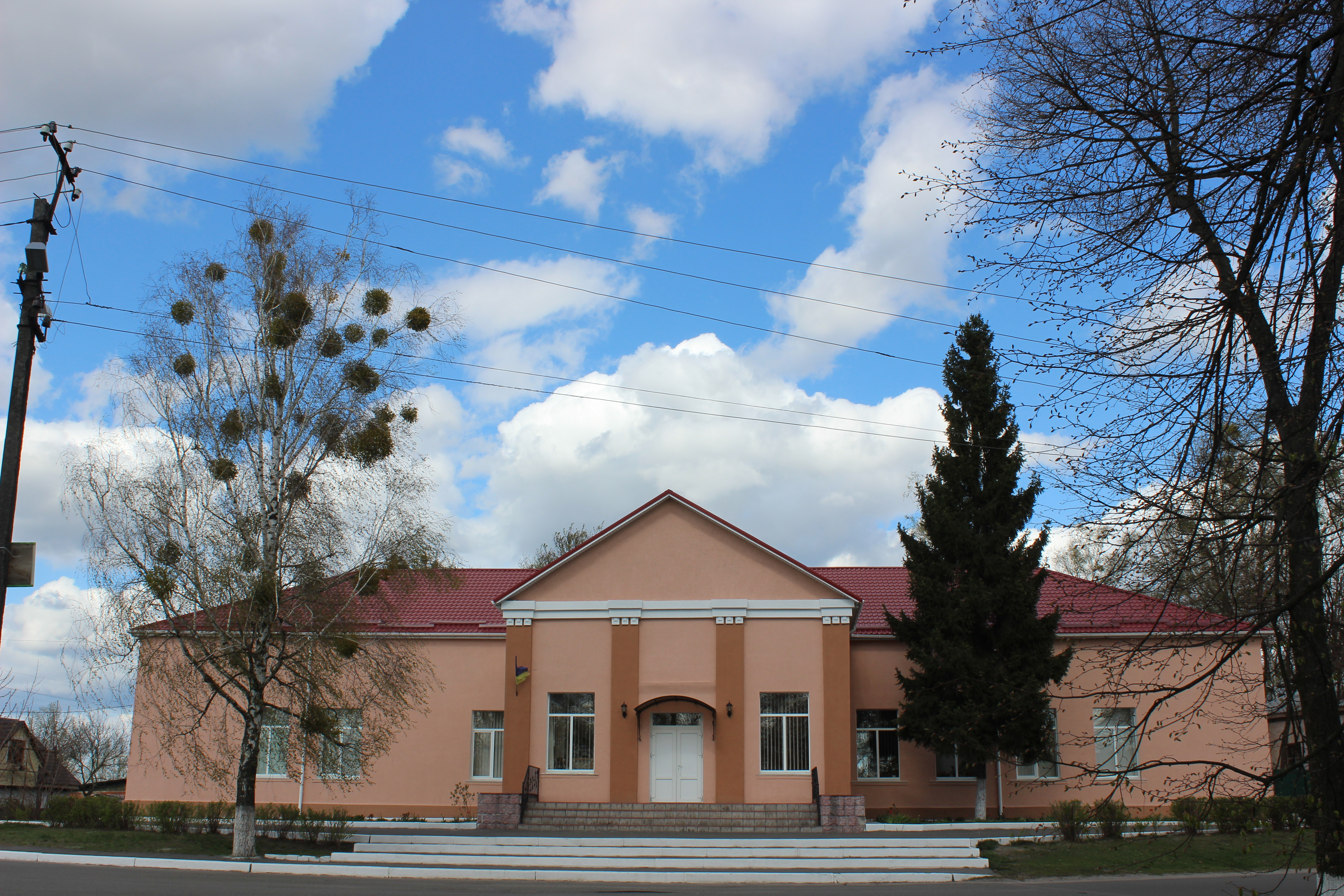
カチュジャンカ高等専門（職業訓練）学校博物館
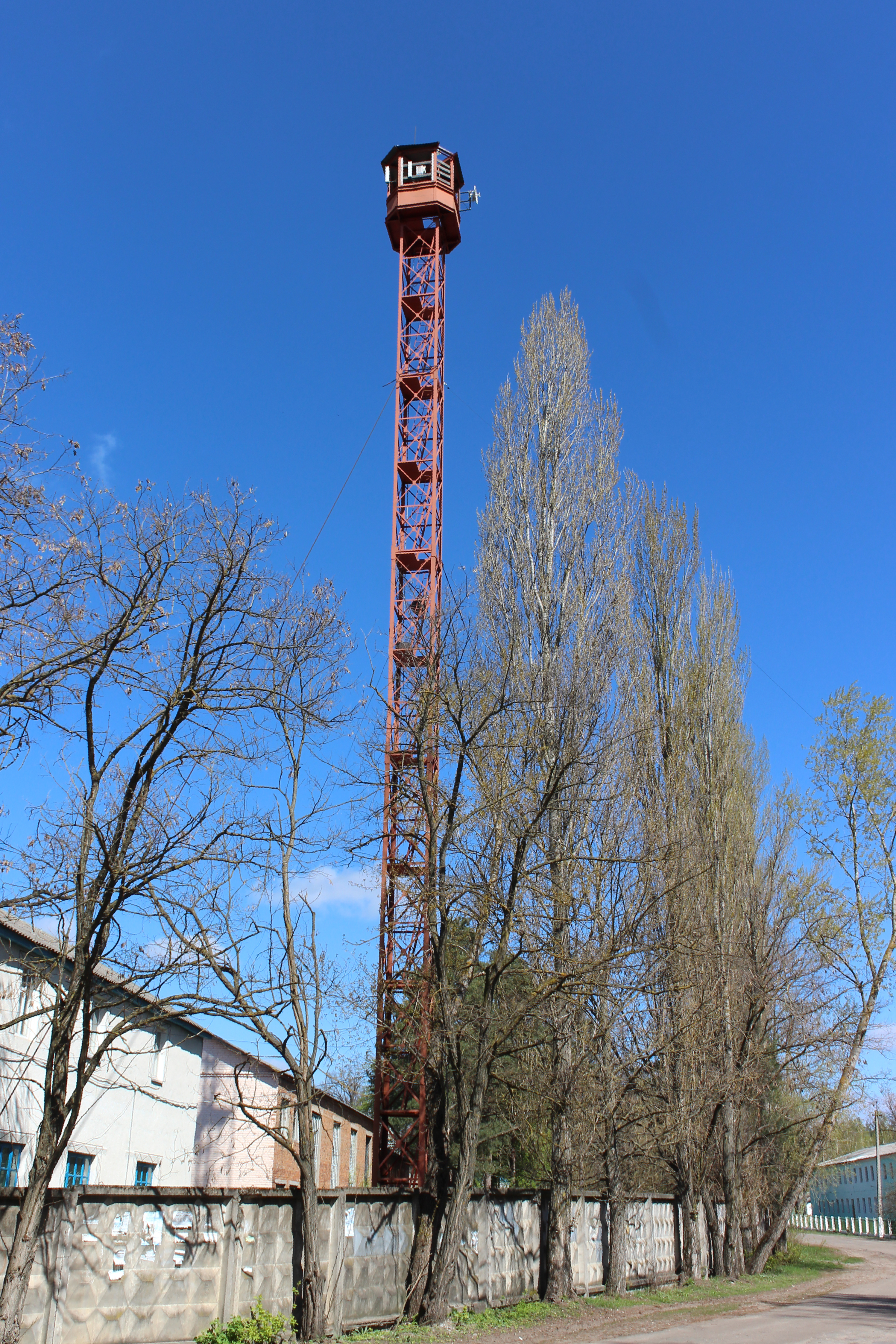
カラマンチャ製材場
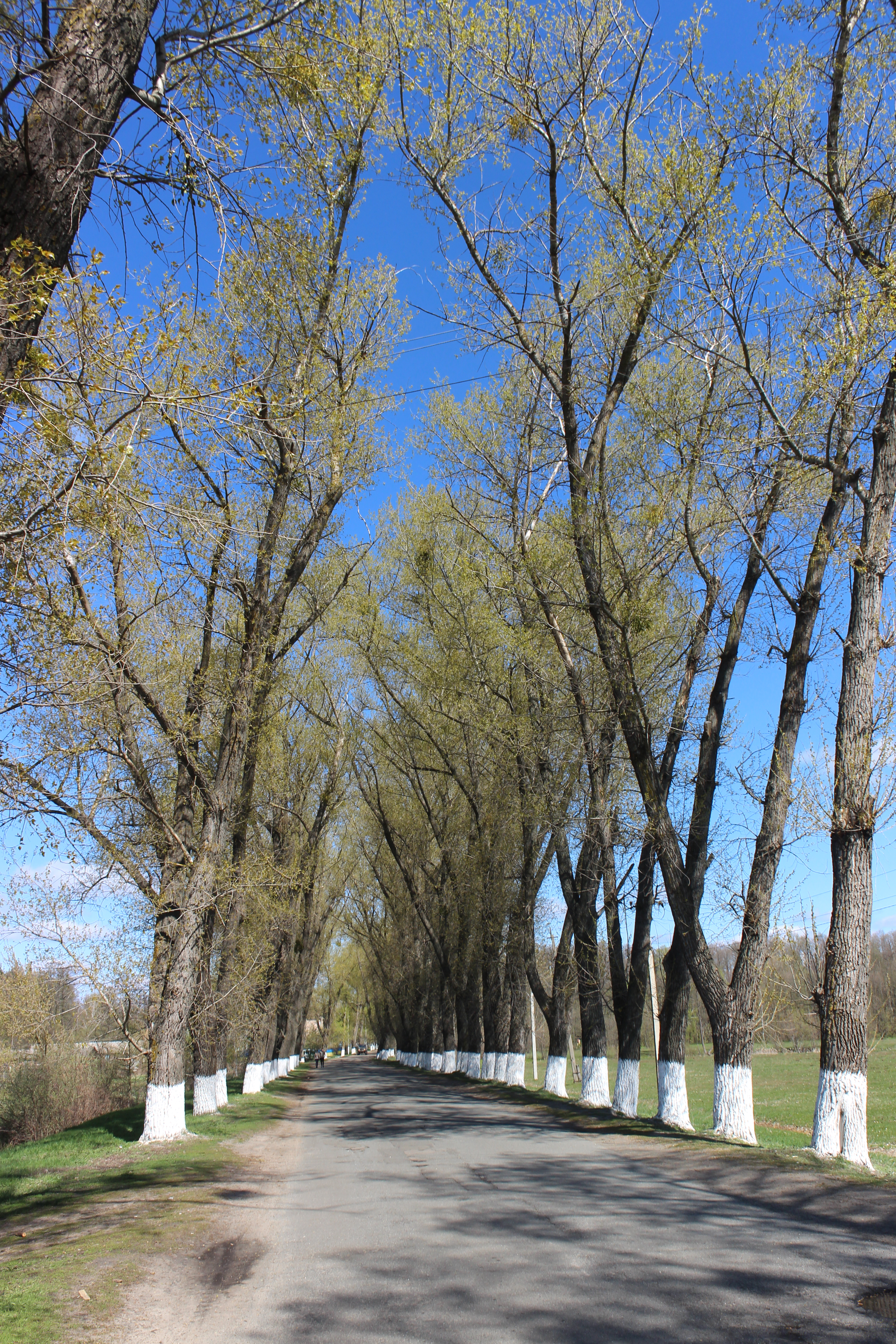
ズドヴィジャ川支流の堤防上を貫く道
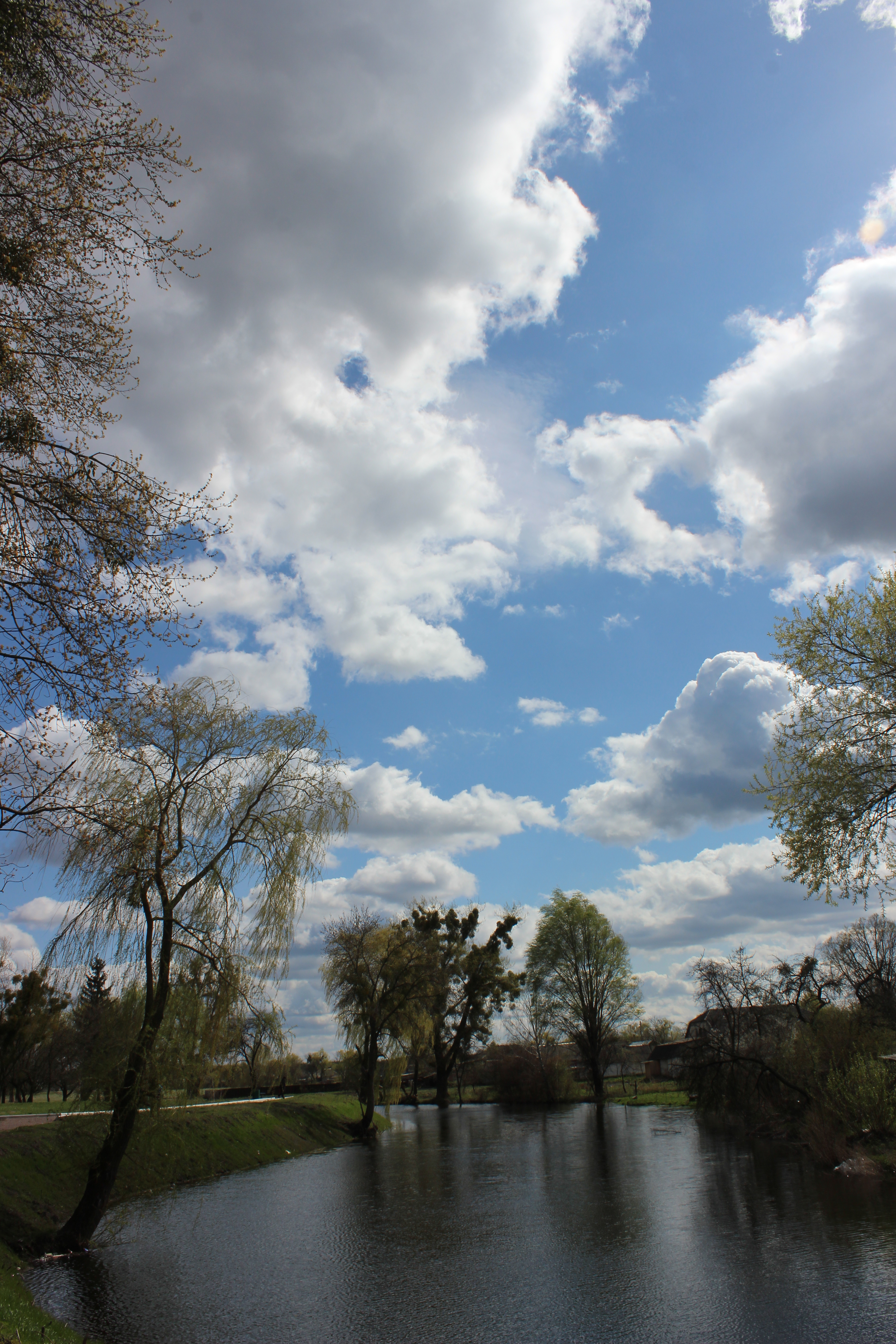
レクリエーション・エリア
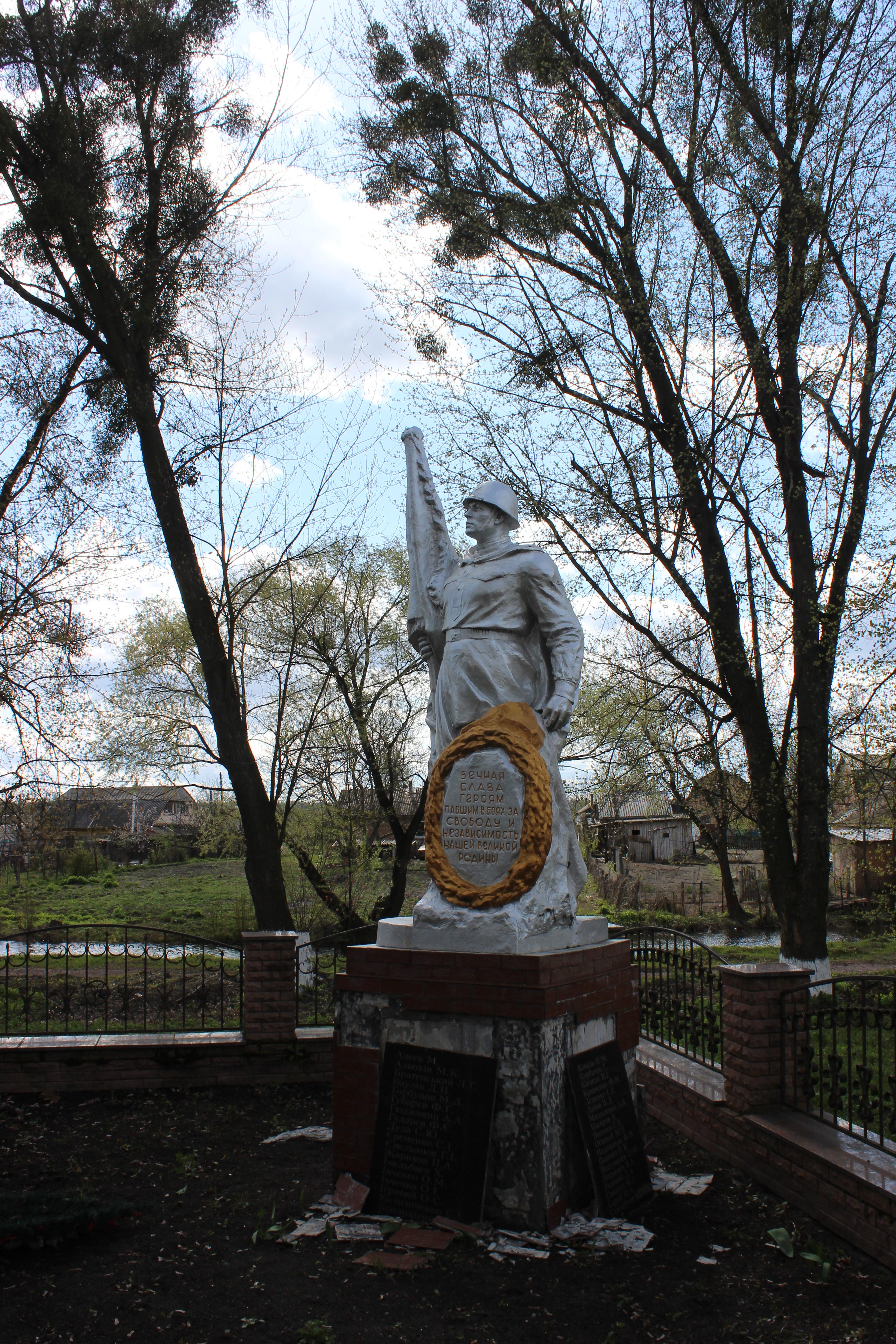
1943年に亡くなったソビエト連邦兵の共同墓地
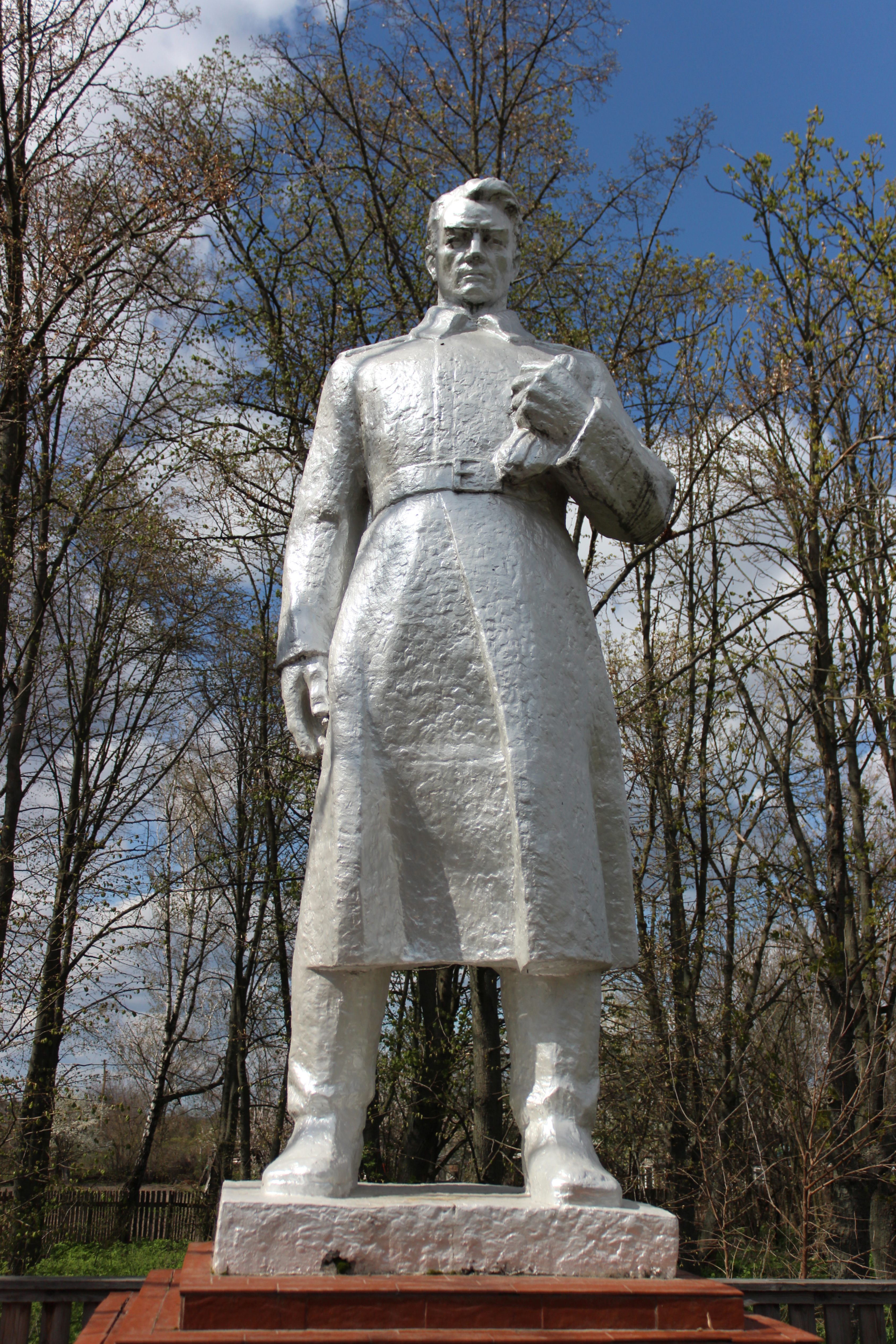
兵士の像
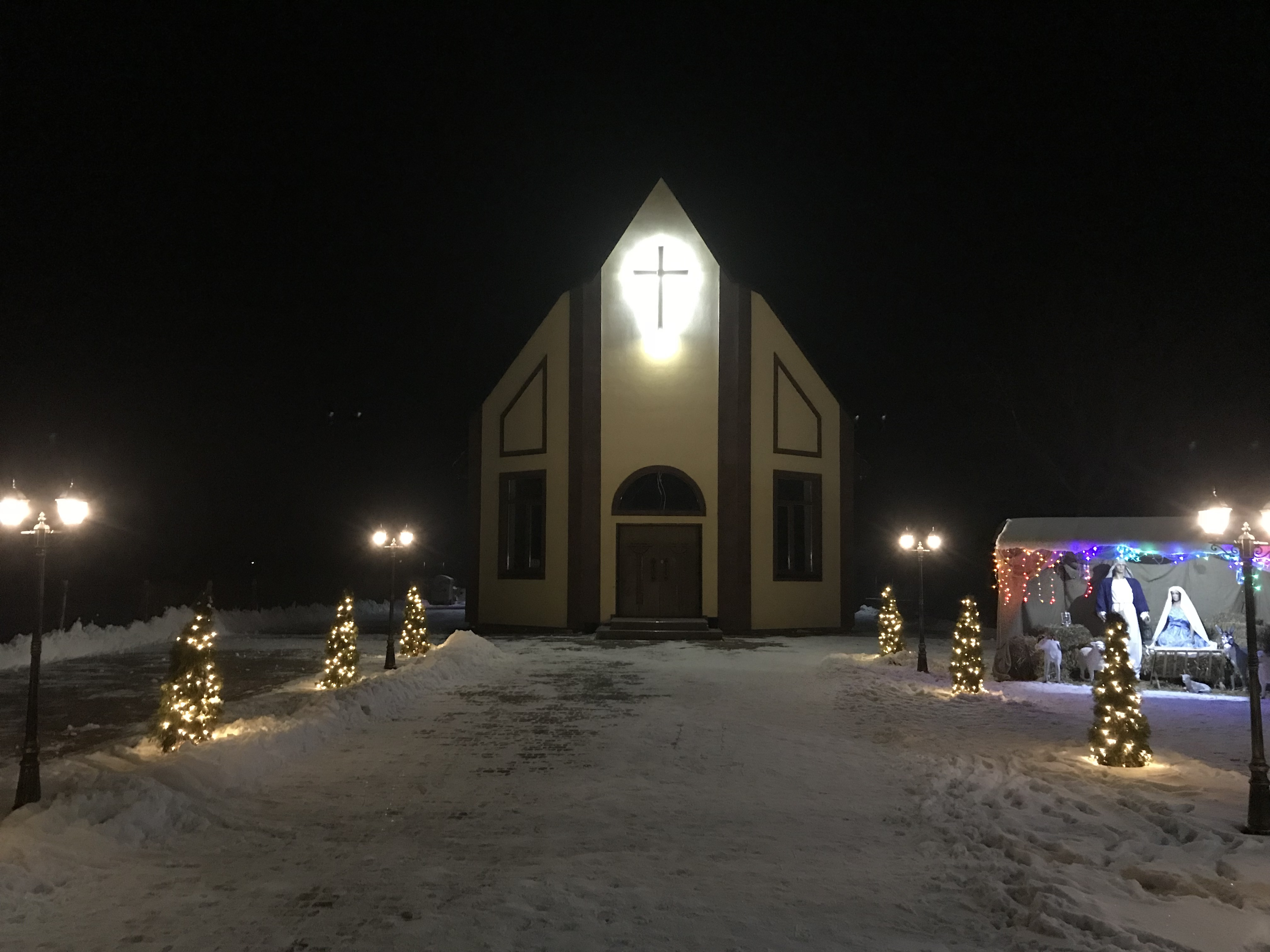
教会